# Чайка Хеерманна
Чайка Хеерманна (лат. Larus heermanni) — вид птиц из семейства чайковых. Назван в честь натуралиста XIX века Адольфуса Льюиса Хеерманна.

## Описание

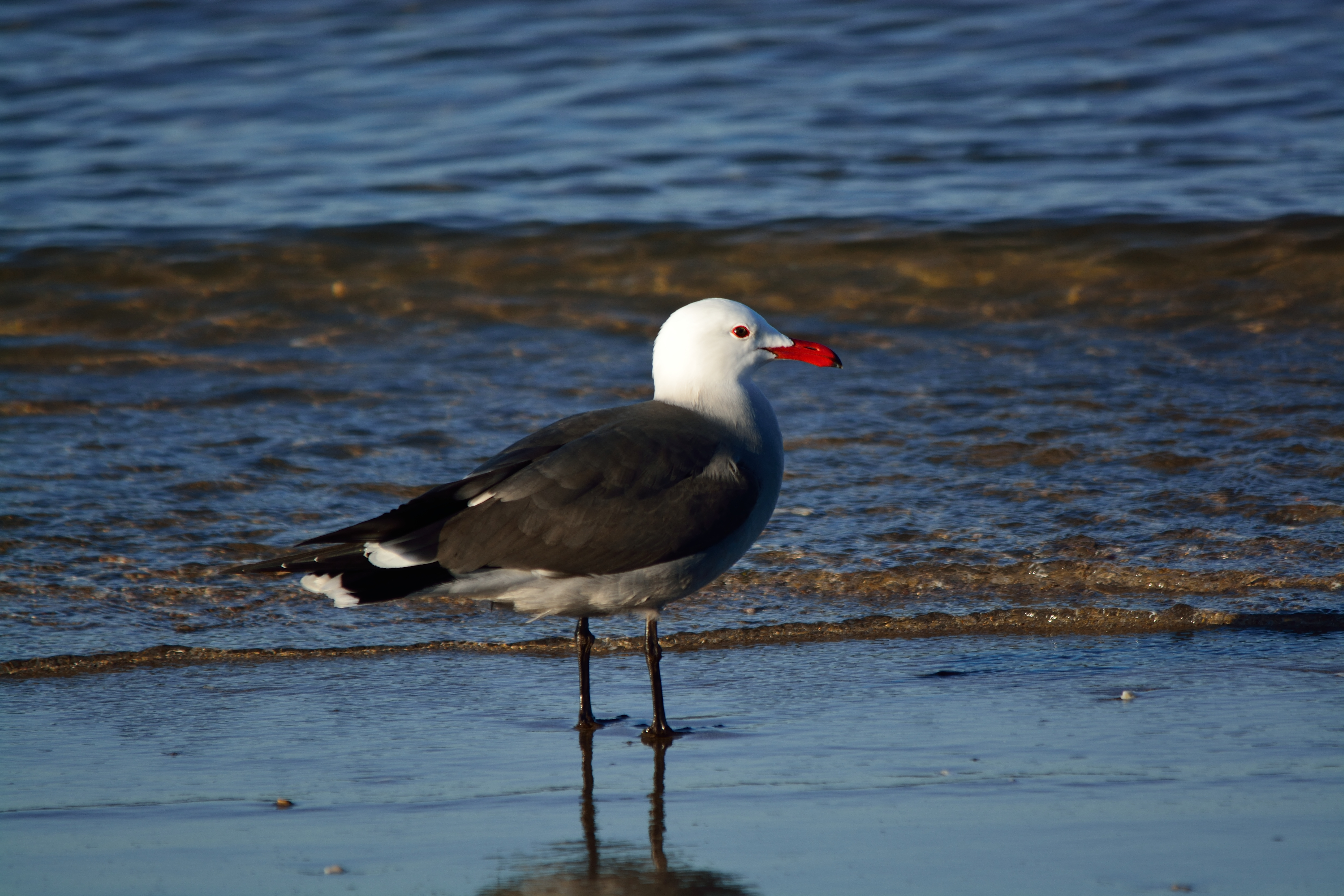
Штат Сонора, Мексика

Птица средних размеров с белой головой и серым телом. Среди всех чаек Северной Америки такой окрас встречается только у чайки Хеерманна.

## Поведение
Гнездятся колониями, строят гнёзда на земле. В кладке 2—3 яйца.
Иногда воруют пищу у представителей других видов, особенно у бурых пеликанов.

## Ареал
Обитают вдоль западного побережья Северной Америки от крайнего юга Британской Колумбии через территорию США и до Мексики включительно. Размер популяции оценивается в 150 000 пар. 90 % чаек этого вида гнездятся на одном из островов (Исла Раса) Калифорнийского залива в Нижней Калифорнии.